# L'Homme de la loi

L'Homme de la loi (Lawman) est un western américain réalisé par Michael Winner, sorti en 1971.

## Synopsis
Le shérif Jered Maddox arrive dans la bourgade de Sabbath. Il vient arrêter Vincent Bronson et six de ses hommes. Une saison plus tôt, ils ont, un soir d'ivresse, provoqué une émeute dans le village de Bannock, déclenchant un feu. Un vieil homme est mort d'une balle perdue. Maddox demande le soutien de Cotton Ryan, shérif de Sabbath mais celui-ci est sous la coupe de Bronson. La ville entière est derrière Bronson dont la prospérité profite à tout le pays. Bronson n'est pas le mauvais homme. Il serait même prêt à se présenter devant la justice mais Maddox a déjà trop clairsemé ses rangs pour que la diplomatie demeure. Et Maddox est seul. Sa détermination, sa froideur s'apparentent à de la cruauté, son habileté aux armes, son sang-froid exacerbent. Tous n'ont qu'une idée, le défier et chacun y perd la vie.
Maddox est une sorte de sadique. Laura, une jeune femme qu'il aima jadis et qui a épousé Dekker, un des hommes recherchés, l'éveille peu à peu à cette réalité. Maddox cède. Il renonce à poursuivre. Trop tard. Les villageois le haïssent trop. L'un d'eux fait feu sur lui, déclenchant une vraie tuerie. Le miracle fut bref, Maddox redevient lui-même, flinguant à barillet rabattu, allant même jusqu'à abattre Dekker, sous les yeux de Laura, dans le dos et alors que sa proie était désarmée. Le fils de Bronson, sourd aux appels de son père, provoque Maddox et succombe. Bronson, se tue aussitôt près du cadavre de son fils.
Puis Maddox repart tandis que la vie reprend son cours dans la petite ville.

## Fiche technique
- Titre original : Lawman
- Réalisateur : Michael Winner
- Scénario : Gerald Wilson
- Directeur de la photographie : Robert Paynter
- Direction artistique : Stan Jolley, Roberto Silva et Herbert Westbrook
- Décors de plateau : Ray Moyer
- Montage : Frederick Wilson
- Pays : États-Unis
- Durée : 98 minutes
- Genre : Western
- Dates de sortie :
  - États-Unis : 11 mars 1971
  - France : 21 juillet 1971

## Distribution
- Burt Lancaster (VF : Claude Bertrand) : Jered Maddox
- Robert Duvall (VF : William Sabatier) : Vernon Adams
- Lee J. Cobb (VF : Jean Martinelli): Vincent Bronson
- Robert Ryan  (VF : René ARRIEU) : Cotton Ryan
- Sheree North (VF : Perrette Pradier) : Laura Shelby
- Joseph Wiseman (VF : René Bériard) : Lucas
- Albert Salmi (VF : André Valmy) : Harvey Stenbaugh
- Ralph Waite (VF : Henry Djanik) : Jack Dekker
- John Beck : Jason Bronson
- Walter Brooke : Luther Harris
- Charles Tyner (VF : Louis Arbessier) : le prêtre
- Hugh McDermott : L. G. Moss
- Claudia Bryar (non créditée) : la femme criant au meurtre